# الدعاوى القضائية المتعلقة بمؤسسة ويكيميديا
الدعاوى القضائية المتعلقة بمؤسسة ويكميديا شاركت مؤسسة ويكيميديا في العديد من الدعاوى القضائية فيما يتعلق بمحتوى ويكيبيديا. لقد فازوا ببعضها وخسروا البعض الآخر. في الولايات المتحدة، تفوز مؤسسة ويكيميديا عادةً بقضايا التشهير المرفوعة ضدها بسبب الحماية التي تتلقاها منصات الويب من قوانين مثل المادة 230.
لا يُقصد من هذه القائمة أن تكون شاملة، بل تشمل فقط الحالات البارزة.

## النتائج ليست لصالح مؤسسة ويكيميديا
في مايو 2011، حصل لويس بيكون، مدير أحد صناديق التحوط، على أمر قضائي في المملكة المتحدة، حيث يمتلك عقارات، يلزم مؤسسة ويكيميديا وصحيفة "دنفر بوست" وموقع وردبرس كوم بالكشف عن هوية الأفراد الذين يُزعم أنهم قاموا بتشويه سمعته بشكل مجهول على ويكيبيديا والمنصات الأخرى. ومع ذلك، أشار خبراء قانونيون إلى أن هذا الأمر قد لا يكون قابلًا للتنفيذ في الولايات المتحدة. في البداية، وافقت المؤسسة على إعطاء المعلومات لمحامي بيكون، لكنها أكدت لاحقًا أنها لن تتعاون إلا مع أمر قضائي في الولايات المتحدة. وقالت: "نحن لا نمتثل لأوامر الاستدعاء الأجنبية في غياب تهديد مباشر للحياة أو الأطراف". قالت شركة أوتوماتيك، التي تمتلك وردبرس.كوم، سيحتاج إلى أمر قضائي لكنها وافقت على إزالة أي مواد تشهيرية من مواقعها على الويب.
في مارس 2015، في قضية مؤسسة ويكيميديا ضد وكالة الأمن القومي، قامت مؤسسة ويكيميديا، إلى جانب مجموعات أخرى، برفع دعوى قضائية ضد وكالة الأمن القومي بسبب برنامجها للمراقبة الجماعية . بعد أحكام أخرى في محاكم متعددة بما في ذلك المحكمة الجزئية ومحكمة الاستئناف، رفضت المحكمة العليا الأمريكية الاستماع إلى القضية واستشهدت بامتياز أسرار الدولة، الذي حكم لصالح وكالة الأمن القومي، مما أنهى التقاضي.
في يناير 2019، أصدرت محكمة في ألمانيا حكمًا ضد مؤسسة ويكيميديا، مما دفعها إلى إزالة جزء من التاريخ والمحتوى التشهيري المزعوم في ويكيبيديا الألمانية عن الأستاذ أليكس وايبل.تم الحكم على محتوى مقالة ويكيبيديا بأنه تشهيري لأن الرابط الذي يدعم ادعاءاتها لم يعد نشطًا، وهي ظاهرة تُعرف باسم تعفن الروابط.
في عام 2021، رفع رجل الأعمال البرتغالي سيزار ديباسو دعوى قضائية ضد مؤسسة ويكيميديا بسبب مقالته، مطالبًا بإزالة المعلومات التي وجدها "تشهيرية"، بالإضافة إلى ذكر تبرعه لحزب تشيجا اليميني المتطرف. في سبتمبر 2023، أصدرت المحكمة العليا في البرتغال حكمًا لصالح ديباسو، وتم تأكيد ذلك في يناير 2024.
في عام 2023، رفع رجل الأعمال الفرنسي لوران دي جوركوف دعوى قضائية ضد مؤسسة ويكيميديا من أجل إجبارها على الكشف عن عنوان IP لمحرر ويكيبيديا الفرنسي الذي أضاف محتوى عن جوركوف وجده تشهيريًا. رفضت مؤسسة ويكيميديا تسليم معلومات تتعلق بالمستخدم، مما أدى إلى فرض غرامات متكررة من قبل المحكمة.

## النتائج لصالح مؤسسة ويكيميديا
وفي نهاية المطاف، فازت مؤسسة ويكيميديا في جدال في ألمانيا حول استخدام الاسم الكامل لأحد القراصنة المتوفين المعروف باسم ترون. في 14 ديسمبر 2005، حصل والداه على أمر تقييدي مؤقت يمنع المؤسسة من ذكر الاسم الكامل على أي موقع ويب تحت نطاق wikipedia.org. في 9 فبراير 2006، تم إلغاء الأمر القضائي ضد ويكيميديا ألمانيا. وقد استأنف المدعون الحكم أمام محكمة ولاية برلين، ولكن تم رفضه في مايو/أيار 2006.
جون سيجنثالر، كاتب وصحفي أمريكي، اتصل بويكيبيديا في عام 2005 بعد تحرير مقالته لتشير بشكل غير صحيح إلى أنه كان يُعتقد لفترة وجيزة أنه متورط في اغتيال جون ف. كينيدي وبوبي كينيدي. كان المحتوى موجودًا في المقالة لمدة أربعة أشهر. وصف سيجنثالر ويكيبيديا بأنها "أداة بحث معيبة وغير مسؤولة" وانتقد حماية قانون آداب الاتصالات لويكيبيديا، ولهذا السبب تم إسقاط القضية.
في عام 2007، رفع ثلاثة مواطنين فرنسيين دعوى قضائية ضد مؤسسة ويكيميديا عندما وصفتهم مقالة على ويكيبيديا بأنهم ناشطون مثليون. رفضت محكمة فرنسية قضية التشهير والخصوصية، وحكمت بأن المؤسسة ليست مسؤولة قانونًا عن المعلومات الواردة في مقالات ويكيبيديا. حكم القاضي بأن القانون الفرنسي الصادر عام 2004 يحد من مسؤولية المؤسسة، ووجد أن المحتوى قد تم إزالته بالفعل. وقد وجد أن المؤسسة لم تكن ملزمة قانونًا بالتحقق من المعلومات الموجودة على ويكيبيديا، وأن "مضيفي مواقع الويب لا يمكن أن يكونوا مسؤولين بموجب القانون المدني بسبب المعلومات المخزنة عليها إذا لم يكونوا في الواقع على علم بطبيعتها غير المشروعة". ولم يحكم فيما إذا كانت المعلومات تشهيرية أم لا.
في يناير 2008، رفعت باربرا باور، وهي وكيلة أدبية، دعوى قضائية ضد مؤسسة ويكيميديا في المحكمة العليا في نيوجيرسي بتهمة التشهير. ادعت أن أحد مدخلات ويكيبيديا وصفها بأنها "الوكيل الأدبي الأكثر غباءً". تم رفض القضية بسبب الحماية التي يوفرها القسم 230 من قانون آداب الاتصالات.
في عام 2008، قال لاعب الجولف المحترف فوزي زولر، الذي شعر بأنه تعرض للتشهير على ويكيبيديا، إنه لم يقاضي ويكيبيديا لأنه قيل له أن دعواه لن تنجح، في ضوء المادة 230. قام برفع دعوى قضائية ضد شركة ميامي التي تم إجراء التعديلات من خلالها، لكنه أسقط القضية فيما بعد.
في يوليو 2010، أرسل مكتب التحقيقات الفيدرالي خطابًا إلى مؤسسة ويكيميديا يطالبها بالتوقف عن استخدام ختمها على ويكيبيديا. وزعم مكتب التحقيقات الفيدرالي أن هذه الممارسة غير قانونية وهدد بمقاضاة الشركة. ردًا على ذلك، أرسل مستشار ويكيميديا مايكل جودوين خطابًا إلى مكتب التحقيقات الفيدرالي زاعمًا أن ويكيبيديا لم تكن مخطئة عندما عرضت ختم مكتب التحقيقات الفيدرالي على موقعها على الإنترنت. دافع عن تصرفات ويكيبيديا ورفض إزالة الختم.
في يونيو 2014، رفع يانك باري دعوى تشهير ضد أربعة محررين في ويكيبيديا. وقد سحب الدعوى في يوليو 2014.
في عام 2016، رفع سورين سيرين دعوى قضائية ضد مديري ويكيبيديا الرومانية في المحاكم الرومانية، مدعيًا "زيف براءات الاختراع". وانتهت المحاكمة في عام 2021، وخسر المدعي القضية.

## الدعاوى القضائية الجارية
في يوليو 2024، رفعت وكالة الأنباء الهندية أنباء آسيا الدولية دعوى قضائية بسبب ما اعتبرته ادعاءات تشهيرية في مقالة ويكيبيديا الإنجليزية عن الشركة. ذكرت مقالة ويكيبيديا عن ANI أن وكالة الأنباء اتُهمت بالعمل كـ "أداة دعاية " للحكومة الهندية الحالية. طلبت المحكمة من مؤسسة ويكيميديا الكشف عن هويات المحررين الذين أجروا التحرير المثير للجدل، ووافقت مؤسسة ويكيميديا على الامتثال. بدأت قضية Asian News International ضد مؤسسة ويكيميديا في محكمة دلهي العليا في أغسطس 2024 حيث تم استدعاء مؤسسة ويكيميديا بتهمة ازدراء المحكمة في سبتمبر وأُمرت بالعودة إلى المحكمة في أكتوبر. في 21 أكتوبر 2024، تم حجب صفحة المقالة المتعلقة بقضية المحكمة الجارية (على الرغم من عدم حجب المقالة حول ANI نفسها) وتم حظر الوصول إلى التحرير بواسطة مؤسسة ويكيميديا بسبب الدعوى القضائية الجارية. أعرب عدد من المؤلفين عن قلقهم إزاء هذه القضية التي تهدد حرية التعبير في الهند.
في عام 2024، رفع تساي إنج مينج دعوى مدنية ضد فرع ويكيميديا في تايوان بعد أن منعه المحررون على ويكيبيديا الصينية من تحرير محتوى يعكس موقفه المؤيد للصين في المقالة السيرة الذاتية الخاصة به. ويعتقد تساي أن المحتوى أضر بسمعته وحقوق شخصيته، ورفع دعوى قضائية لإجبار ويكيميديا تايوان على السماح له بتحرير المقال. وقد دحضت مؤسسة ويكيميديا تايوان أنها لا تدير أو تدير ويكيبيديا الصينية؛ وقد أعيد تساي إلى منصبه من قبل مسؤولي ويكيبيديا الصينيين الذين اعتبروا تعديلاته مزعجة؛ وكان حرًا في التحرير في المقام الأول ولم تمنعه ويكيميديا تايوان من التحرير. تم رفض الدعوى في سبتمبر 2024 بعد أن وجدت المحكمة أن ويكيميديا تايوان ليس لديها سيطرة على ويكيبيديا الصينية كما أنها لم تمنع تساي من التحرير. ولا تزال القضية قابلة للاستئناف في عام 2024.